# الجبهة الشعبية لتحرير فلسطين – القيادة العامة
الجبهة الشعبية لتحرير فلسطين – القيادة العامة تنظيم فلسطيني أسسه عام 1959 عدد من الضباط الفلسطينيين في الجيش السوري على رأسهم أحمد جبريل وعلي بشناق وعبد اللطيف شرورو تحت اسم جبهة التحرير الفلسطينية، ويحمل الحالي بعد اندماجه مع مجموعات القوميين العرب لتأسيس الجبهة الشعبية لتحرير فلسطين ثم انفصاله عنها في عام 1968. وعرف التنظيم انشقاقا سنة 1977 بقيادة محمد عباس وطلعت يعقوب الذين شكّلا جبهة التحرير الفلسطينية. طغى الجانب العسكري على عمل الجبهة رغم حجمها الصغير نسبيا مقارنة بالفصائل الأخرى. قامت بعدة عمليات نوعية من الفلسطينيين في سوريا ولبنان كما أنها خاضت معارك ضارية ضد العدو الصهيوني في لبنان بالتعاون مع الجبهة اللبنانية أثناء الحرب الأهلية اللبنانية. ما زالت لها مواقع عسكرية في لبنان كالناعمة وفي سوريا تتمركز في معسكر في السويداء جنوب دمشق قرب الحدود الأردنية، وهي تعتبر حليفا وثيقا للحكومة السورية ويعتبر مجمع الخالصة التربوي والتعليمي في قلب مخيم اليرموك مقر قيادتها السياسية.

## تاريخ التنظيم
في العام 1959 أسس أحمد جبريل مع علي بشناق تنظيماً تحت اسم جبهة التحرير الفلسطينية ومارس نوعاً من الإعداد العسكري القاسي بحكم تكوين جبريل العسكري كونه كان ضابطاً في الجيش السوري.  فُصل جبريل من الجيش في العام 1963 تحت خلفية تهمة سرقة أسلحة من الجيش لتمويل تنظيمه.
أعلنت هذه الجبهة عن نفسها سياسياً في 11 نيسان 1965، أي بعد أربعة أشهر من انطلاقة حركة فتح في مطلع نفس العام، على الرغم من أن الجبهة مارست العمل الفدائي العسكري على شكل مجموعات استطلاع وجمع معلومات واشتباكات صغيرة قبل هذا التاريخ بفترة طويلة. حاول جبريل التوحد مع تنظيم فتح غير أن هذا الاندماج لم يصمد سوى بضعة أشهر. وبتأثير حرب 1967 تداعت ثلاثة فصائل فلسطينية هي شباب الثأر التي كانت بمثابة التنظيم العسكري الفلسطيني لحركة القوميين العرب بقيادة د. جورج حبش، وتنظيم أبطال العودة، وتنظيم جبهة التحرير الفلسطينية ليشكلوا معاً ائتلاف الجبهة الشعبية لتحرير فلسطين الذي تسلم جبريل مسؤولية العمل العسكري فيه. غير أن مسيرة هذا الائتلاف تعثرت نتيجة خلافات تنظيمية وسياسية، فانسحب أحمد جبريل مع مجموعته في 10 تشرين الأول 1968 ولكنه تمسك بالاسم مضيفاً إليه كلمتي "القيادة العامة"، ليصبح الجبهة الشعبية لتحرير فلسطين – القيادة العامة. تصدر الجبهة الشعبية لتحرير فلسطين القيادة العامة مجلة تحت اسم «إلى الامام!».
بعد وفاة أمين الجبهة العام أحمد جبريل في تموز 2021، انتخب طلال ناجي أمينا عاما.

## تاريخ النشاط العسكري
في عام 1964، شكّلت مجموعات فدائية ضاربة، تحت قيادة موحدة، والمجموعات العسكرية هذه برزت كقوة فدائية مسلحة في ساحة العمليات وتحت مسميات ثلاث:
- فرقة الشهيد عبد القادر الحسيني، ومركزها الضفة الغربية من كافة جهاتها.

- فرقة الشهيد عبد اللطيف شرورو، وكان مركزها، سوريا ونطاق عملها، الحدود المتاخمة لجنوب لبنان وشمال فلسطين.

- فرقة الشهيد عز الدين القسام، وكان مركزها سوريا ونطاق عملها سهل الحولة وطبريا وقرى الجليل الأعلى.

قامت هذه المجموعات بعمليات كبيرة ومتميزة، منها نسف قطار القدس / بتير منتصف العام 1966، ونسف سكة الحديد في نفس المكان، ومهاجمة مستعمرة ديشوم في الجليل الأعلى، ونسف خزان للمياه ومحطة للكهرباء، وفقدت الجبهة في هذه العمليات شهيدها الأول خالد الأمين. نفذت الجبهة عام 1967 عملية نسف حافلة لخبراء عسكريين إسرائيليين قتل معظم ركابها. ونسفت سينما رويال في حيفا حيث وقع الأسير الأول للجبهة، سمير درويش، في يد قوات الاحتلال. حرف هذا الأسير في عملية النورس عام 1979، واستشهد أثناء اجتياح لبنان عام 1982.
يتمركز عناصر «الجبهة الشعبية لتحرير فلسطين - القيادة العامة» بشكل أساسي في منطقة الناعمة (جنوب بيروت) بالإضافة إلى معسكرين في قوسايا داخل جبال السلسلة الشرقية للبنان على الحدود السورية (45 كلم شرق زحلة) في منطقة البقاع الأوسط وفي منطقة السلطان يعقوب في قضاء البقاع الغربي وهم ينتشرون في الجبال وداخل كهوف وأنفاق. تعرضت مراكزهم للقصف عام 1982 في منطقة قوسايا، وتأتي هذه المقرّات تحت علم وحماية المقاومة اللبنانية المتمثلة بحزب الله.
ركّزت الجبهة الشعبية لتحرير فلسطين – القيادة العامة على العمل العسكري حتى أن الفصائل الأخرى كانت تستعين به في هذا المجال. ونفّذت أول عملية استشهادية في تاريخ الثورة الفلسطينية المعاصرة وهي عملية الخالصة في 11. 04. 1974 ليضع بذلك حجر الأساس لنموذج ستتبعه من بعده كل الفصائل الفلسطينية المسلحة، وعملت الجبهة على مساندة فصائل المقاومة الفلسطينية وتدريبها من خلال مواقعها المنتشرة في لبنان وسوريا. كما اشتهر هذا التنظيم ب عملية شهداء قبية وهي العملية التي استخدم فيها مقاتلو الجبهة طائرات شراعية للوصول إلى معسكر في شمال إسرائيل وتنفيذ مهمة قتالية في 25. 11. 1987 قبل اندلاع الانتفاضة الأولى بأيام قليلة. كذلك شاركت الجبهة في الحرب الأهلية اللبنانية في الأعوام 1975 ـ 1977. وتميزت في ما عرف بحرب الفنادق التي تمكنت فيها الجبهة من السيطرة على منطقة الفنادق بيروت، كذلك ساهمت في مقاومة الاجتياح الإسرائيلي للبنان في العام 1982 وفي معارك تحرير الجبل وبيروت من القوات الإسرائيلية في العامين 1983 ـ 1984.
كما شاركت الجبهة في معركة طرابلس 1983 بجانب المنشقين عن فتح (العقيد أبو موسى ومجموعته) وهي الحرب الأهلية الفلسطينية التي نتج عنها خروج ياسر عرفات ومجموعات فتح من مدينة طرابلس.
يتركز الانتشار الحزبي والإعلامي لـ «القيادة العامة» في مخيم برج البراجنة (ضاحية بيروت الجنوبية) ومخيم صبرا, ويتلقى أحمد جبريل الدعم المالي واللوجستي من قبل الحكومة اللبنانية ومن الحكومة الإيرانية نفسها عبر ذراعها الأساسي في المنطقة «حزب الله».[بحاجة لمصدر]
قامت الجبهة بالعديد من العمليات في جنوب لبنان في الفترة الواقعة من 1982 وحتى تحرير الجنوب في العام 2000 وقد سقط لها العديد من الشهداء في هذه العمليات كان آخرهم مقاتلان خلال حرب تموز 2006 الأخيرة.
عرف التنظيم انشقاقا سنة 1977 بقيادة أبو العباس[ ؟ ] وطلعت يعقوب الذان استعادا الاسم القديم للجبهة وهو جبهة التحرير الفلسطينية. كما عرف انشقاقاً آخر في العام 1983 بقيادة محمد جابر شتّا وعمر أبو راشد.
في داخل فلسطين أبتت الجبهة الشعبية لتحرير فلسطين القيادة العامة وجودها خلال حرب غزة 2009 من خلال علميات قصف نوعية مهمة لمواقع المقاتلين الفلسطينيين، كما تطور الوجود النوعي للجبهة في غزة خلال عدوان غزة 2012 حيث نفذت الجبهة عدة عمليات قصف واستهداف لمواقع الفصائل الفلسطينية كما نفذت الجبهة الشعبية لتحرير فلسطين القيادة العامة عملية نوعية في قلب تل الربيع (تل أبيب) حيث فجّرت حافلة صهيونية عبر وضع عبوة ناسفة ومغادرة منفذي العملية بسلام. جناحها العسكري في الداخل هو كتائب الشهيد خالد أكر، حتى استشهاد الرفيق جهاد حملت اسم الكتائب اسم كتائب الشيهد جهاد جبريل نسبة إلى الشهيد جهاد جبريل الذي تم اغتياله في بيروت 2002
تملك الجبهة أسلحة بينها مدافع من عيار 155 ملم وراجمات صواريخ غراد وصواريخ مضادة للدبابات والأفراد.
وقد وضعت الجبهة، مثل باقي التنظيمات الفلسطينية المسلحة على القائمتين الأوروبية والأمريكية للمنظمات الإرهابية.

## روابط خارجية
- الجبهة الشعبية لتحرير فلسطين – القيادة العامة
- جريدة الصباح